# 李勇 (足球运动员)
李勇（1963年2月5日—），中华人民共和国山东省青岛人，退役足球运动员，广州恒大二队教练，广东电视台体育频道足球解说员。球员时代，他效力过八一足球队和广州白云足球队，在广州两次夺得甲A联赛亚军，曾代表国家队出战世界杯预选赛。退役后，李勇曾任广东雄鹰队主教练。
李勇早年效力于八一足球队。起初他的位置是左边锋，后来改踢自由中卫。他既善于防守，也有能力助攻。1982年，他入选了中国国家青年足球队，参加了当年的亚青赛和随后的世青赛。
1988年，李勇转投广州白云足球队。作为球队主力，他帮助广州队在1992年首次夺得甲A联赛亚军。1994年，他再次帮助球队夺得联赛亚军。1995年，李勇在广州队退役。
1992年，李勇入选施拉普纳执教的中国国家足球队，作为施拉普纳执教初期的主力参加了几场世界杯预选赛。
退役后，李勇曾任广东雄鹰队主教练，带领球队冲上甲级。后来他主要担任电视解说嘉宾，是广东电视台体育频道足球节目特约评论员。此外，他还是广州恒大足球俱乐部二队教练。